# Ляо-чжай-чжи-і
«Ляо-чжай-чжи-і» («Ляо-Чжай»; в українському перекладі «Опис чудес з кабінету Ляо», в західних перекладах — «Повісті про дивне з кабінету Ляо») — назва книги китайського новеліста Пу Сунліна, на прізвисько Лю-цюань (1640—1715), родом з провінції Шаньдун.

## Про автора
Пу Сунлін, автор «Ляо-чжай-чжи-і», отримав класичну освіту і належав до прошарку вчених. Існує 16-ть томів його творів, що складаються з більш, ніж 400 новел, які не являють собою оригінальний жанр, а є лише блискучою стилізацією фантастичних китайських новел VIII—IX ст.

## Зміст
Тематика «Ляо-чжай-чжи-і» обмежена майже виключно рідною провінцією письменника і його ж епохою, використовує розхожі сюжети народного фольклору і фантастику народних казок. Лисиці-перевертні, демони, чарівники, дивні випадки — ось основні мотиви «Ляо-чжай-чжи-і», і недарма спочатку книга називалася інакше: «Гуй-ху чжуань», тобто — історії про бісів і лисиць.
«Ляо-Чжай» черпає свої сюжети також з даосизму (однієї з релігійних течій Китаю). Суто витончена, насичена літературними умовностями і цитатами, мова «Ляо-чжай-чжи-і» була розрахована, звичайно, не на широкий загал, а на дуже вузьке коло читачів, і уся важливість книги для знавців класики полягала саме в цій літературній вишуканості: матеріал народного по суті епосу, перетворений на книгу для небагатьох естетів з числа освічених верхів феодальної бюрократії.
З більш, ніж 400 новел Пу Сунліна, багато мають фривольний зміст, через що збірники їх офіційно були заборонені до публікації в самому Китаї ще в XVIII столітті

## Публікації
Збірник Пу Сунліна «Ляо-чжай-чжи-і» до першого ксилографічного видання в 1766 році розходився в рукописах. Єдиний збережений повний список відноситься до 1752 року.
У 1955 році в КНР опублікований був перший справжній авторський рукопис «Ляо-чжай-чжи-і». Він був знайдений у 1948 році, після звільнення повіту Сіфен на північному сході Китаю, в селянській хаті. Звірення напису, зробленого Пу Сунліном на відомому його портреті зі знаками рукопису, підтвердило приналежність останнього самому автору, який вписав своєю рукою також і зауваження відомого критика XVII — початку XVIII століття Ван Шичженя. На жаль, виявлена лише частина рукопису, що містить близько половини розповідей про чудеса.
У 1962 році вийшло в світ підготовлене Чжан Юхе нове, тритомне видання «Ляо-чжай-чжи-і», в якому зведені були воєдино всі наявні коментарі, а тексти звірені з авторської рукописом.

## Переклади
Будучи популярними в старому Китаї періоду династії Цін, новели «Ляо-Чжай» неодноразово перекладалися іноземними мовами. Найбільш вдалим російським перекладом є праця відомого російського філолога-китаєзнавця академіка В. М. Алексєєва, що публікувалася окремими збірками в 1922 («Лисячі чари»), 1923 («Ченці-чарівники»), 1928 («Дивні історії») і 1937 («Розповіді про людей незвичайних») років. А потім неодноразово перевидавався радянським видавництвом «Художня література» під редакцією учня В. М. Алексєєва сходознавця Н. Ф. Федоренко та інших. Алексєєвим перекладено було близько половини, а опубліковано — всього 158.
У 1961 році видавництвом «Художня література» були видані під редакцією відомого синолога Л. Д. Позднєєва та виконані П. М. Устиновим і А. А. Файнгар нові переклади 49-ти новел Пу Сунліна (Ляо Чжая), 48 з яких раніше російською мовою не видавалися.
У 2000-му році Центром «Петербурзьке Сходознавство» випущено було єдине на сьогоднішній день повне зібрання в одному томі всіх переказів новелістики Пу Сунліна В. М. Алексєєвим, яке, однак, не відображає, як було сказано вище, абсолютно всієї творчості знаменитого китайського письменника.